# Espártaco
Espártaco (em latim: Spartacus; em grego: Σπάρτακος; ca. 109 a.C. – ca. 71 a.C.) foi um gladiador de origem trácia que viveu na República romana e foi o líder da mais célebre revolta de escravos na Roma Antiga, conhecida como "Terceira Guerra Servil", "Guerra dos Escravos" ou "Guerra dos Gladiadores". Espártaco liderou, durante a revolta, um exército rebelde que contou com quase 40 mil ex-escravos. Acabou por perder a guerra contra as legiões de Crasso, membro do primeiro triunvirato. O corpo de Espártaco nunca foi encontrado pelo comandante romano.

## A origem de Espártaco e a revolta dos escravos
De acordo com vagas referências de autores romanos  (Apiano, Floro e Plutarco), Espártaco era de origem trácia e, por ter desertado de uma tropa auxiliar do exército romano, foi capturado e reduzido à escravidão. Devido à sua força física, foi comprado por um mercador a serviço do lanista, Lêntulo Batiato, e levado para a escola de gladiadores de  Cápua, na Campânia (Itália).
Sobre ele, dizem os autores antigos:
- Plutarco: "Era um homem inteligente e culto, mais helênico do que bárbaro"[5]
- Floro: "... mercenário da Trácia, admitido em nosso exército, soldado desertor, bandido promovido a gladiador por sua força"[6]

Em 73 a.C., cerca de duzentos escravos da escola de Batiato revoltaram-se, devido (segundo Plutarco) aos maus-tratos que recebiam do lanista, e armados apenas com facas de cozinha, atacaram os guardas da escola. Ainda segundo Plutarco, setenta e oito deles (ou apenas trinta, segundo Floro) conseguiram fugir. No caminho, depararam-se com carretas carregadas de armas usadas pelos gladiadores, apoderando-se delas. Com esse armamento, repeliram a guarnição de Cápua, enviada para capturá-los.

## Roma manda uma expedição contra Espártaco
Roma então organizou a primeira expedição contra os revoltosos. À frente de três mil homens, o pretor romano Caio Cláudio Glabro sitia-os em seu forte, um outeiro de subida penosa e estreita rodeado de altos rochedos talhados a pique, tendo no cimo grande quantidade de videiras selvagens. Sendo a subida guardada por Cláudio, os sitiados cortaram os rebentos mais longos e fortes de tais videiras, fizeram com eles compridas escadas que roçavam a planície, e, amarrando-as no alto, por elas desceram todos sossegadamente. Apenas um deles ficou em cima, para jogar-lhes as armas, findo o que também se pôs a salvo. Os romanos não suspeitaram da operação; rodeado o outeiro, os sitiados atacaram-nos pela retaguarda, afugentando-os e tomando-lhes o acampamento. Muitos boiadeiros e pastores que guardavam seus rebanhos juntaram-se aos fugitivos, sendo uns armados por eles e outros mandados a espionar.

## Outra expedição contra Espártaco

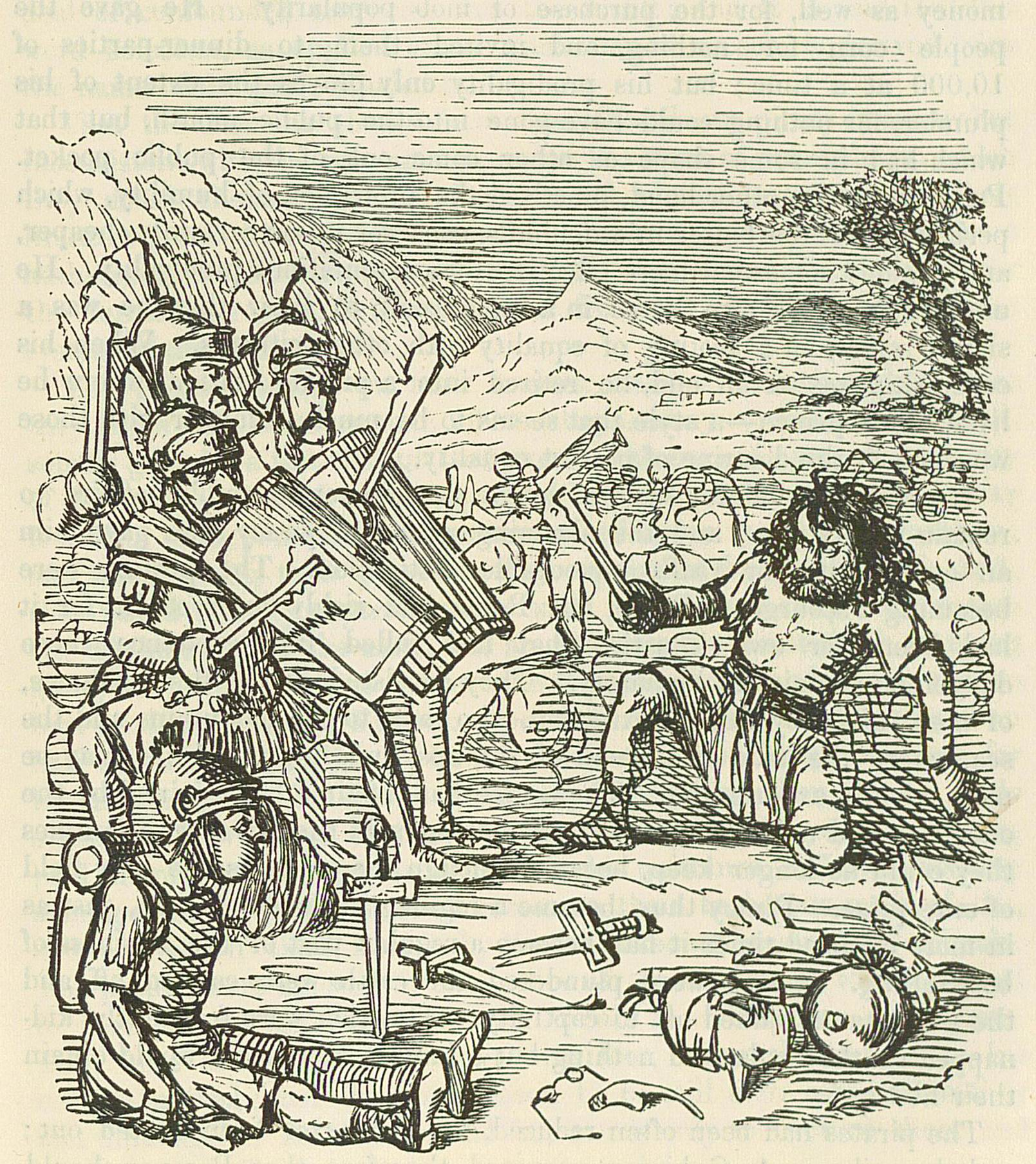
Charge de Espártaco

Nessa ocasião, Roma enviou o comandante Públio Varínio a fim de desbaratá-los. Em um primeiro combate derrotaram o tenente denominado Fúrio, juntamente com dois mil homens e três ursos. Em seguida também derrotaram um outro tenente, Cossino, que lhe haviam impingido como conselheiro e companheiro, e com grande poder. Houve uma tentativa de aprisionar Espártaco quando este se banhava num lugar chamado Salinas, no entanto o comandante, custosamente, conseguiu salvar-se. Não obstante, Espártaco apoderou-se de sua bagagem, e, perseguindo-o tenazmente, apoderou-se também de seu acampamento, tendo-lhe custado a vida de muitos dos seus homens, dentre os quais Cossímo, e também vencido em muitos combates o próprio pretor-chefe, aprisionando os sargentos que conduziam os machados à sua frente, bem como seu próprio cavalo. Espártaco adquiriu tal valor que todos passaram a temê-lo. Todavia, calculando cuidadosamente suas forças e dotes, e vendo que elas não podiam superar as dos romanos, levou seu exército para os Alpes, considerando que, uma vez transpostos, cada qual voltasse para sua terra, isto é, para a Gália e para a Trácia. Seus homens, porém, fiados em seu número, e prometendo grandes realizações, não o quiseram atender, e recomeçaram a percorrer e a saquear toda a península Itálica.

## Roma encarrega os cônsules de derrotar Espártaco
Achando-se o  senado inquieto,  não só pela vergonha e afronta de serem seus homens vencidos por escravos sublevados, como pela apreensão e pelo perigo em que se achava toda a península Itálica, mandou para ali os dois cônsules, como se fosse uma das mais árduas e perigosas guerras que deveriam enfrentar. Lúcio Gélio Publícola, um dos cônsules, atacando de surpresa uma tropa de germanos, que por altivez e desprezo, se havia separado e afastado do acampamento de Espártaco, submeteu-a toda ao fio de espada; Lêntulo, seu companheiro, com numerosas forças sitiou Espártaco e todos  os que o seguiam, atacou-os, venceu-os, e  apoderou-se  de toda a sua bagagem. Razão por que, avançando para os Alpes, Cássio, pretor e governador  da Gália  do  subúrbio do rio Pó,  enfrentou-o  com  um exército de dez mil homens. Travou-se um grande combate, no qual ele foi derrotado, tendo perdido muitos soldados e conseguido salvar-se a muito custo e às pressas. Ciente disto, o senado declarou-se bastante descontente com seus dois cônsules; ordenando-lhes que não mais se envolvessem nesta luta, atribuiu todo o encargo a Marco Licínio Crasso em 71 a.C., que foi seguido por numerosos moços nobres, graças à sua elevada reputação e à grande estima que lhe votavam.

## Crasso é encarregado de acabar com mitologia

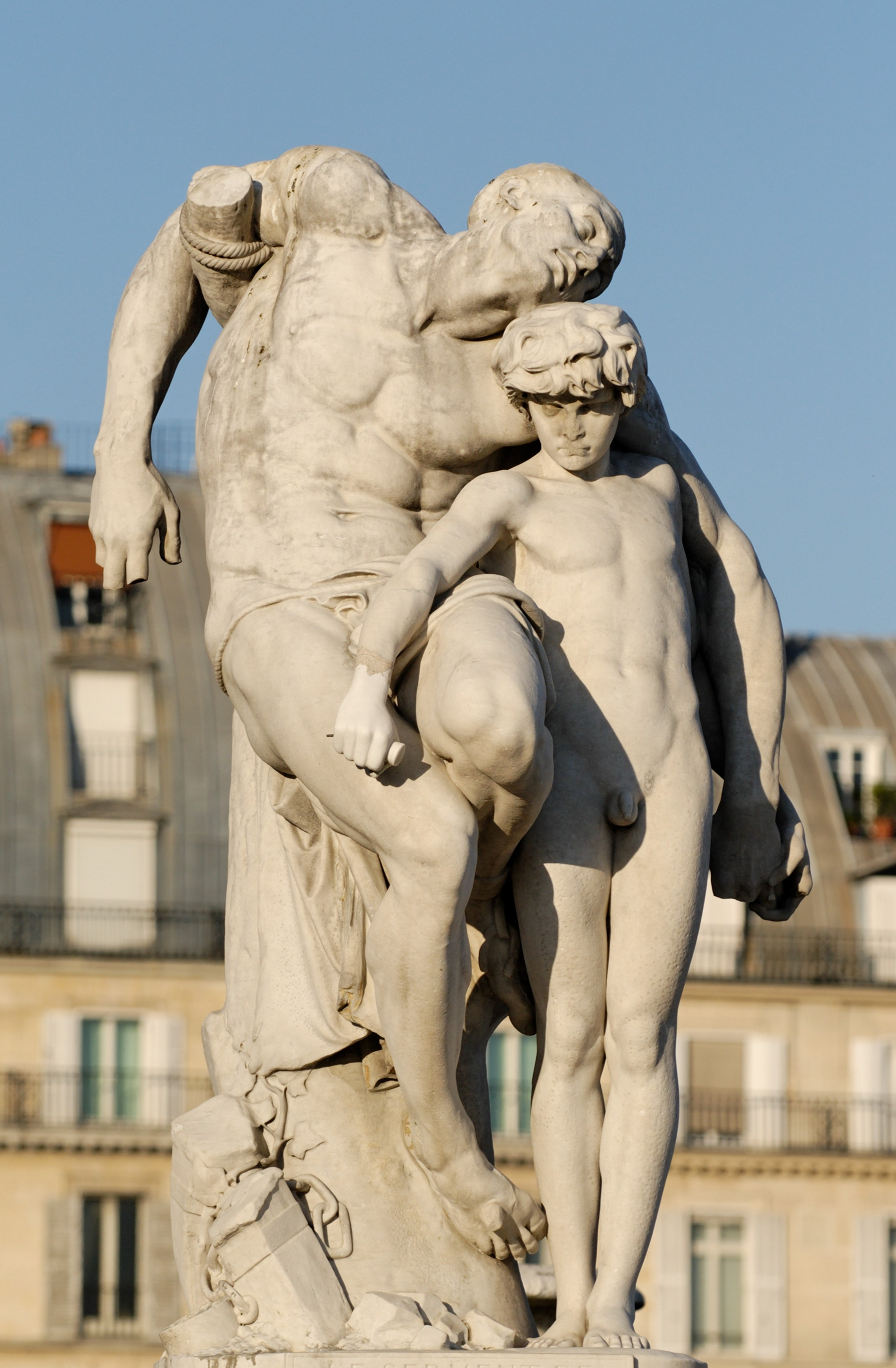
Estátua de mármore de Espártaco, por Louis-Ernest Barrias, (1871), jardins do Palácio das Tulherias, (Paris)

Crasso foi assentar seu acampamento na Romanha, para esperar a pé firme Espártaco, que se dirigia para ali, e mandou Múmio, um dos seus tenentes, com duas legiões, envolver o inimigo pela retaguarda, ordenando segui-lo sempre no encalço, e proibindo-lhe expressamente atacá-lo e escaramuçá-lo de qualquer modo. Não obstante todas estas determinações, logo que Múmio se viu na possibilidade de fazer alguma coisa, atacou-o, sendo derrotado, com perda de muitos dos seus homens. Os que conseguiram salvar-se na fuga apenas perderam suas armas. Crasso irritou-se bastante com ele e, recolhendo os fugitivos, deu-lhes outras armas, exigindo-lhes fiadores que garantissem seu melhor serviço dali por diante, coisa que nunca fora feita antes. Os quinhentos que estiveram nas primeiras filas, e que foram os primeiros a iniciar a fuga, ele dividiu-os em cinquenta dezenas, em cada uma das quais sorteou um, (dizimação) sujeito à pena de morte. Reviveu assim o antigo modo dos romanos castigarem os soldados covardes, coisa que de há muito havia sido abandonada, por ser ignominiosa, e produzir horror e espanto à assistência, quando realizada publicamente.

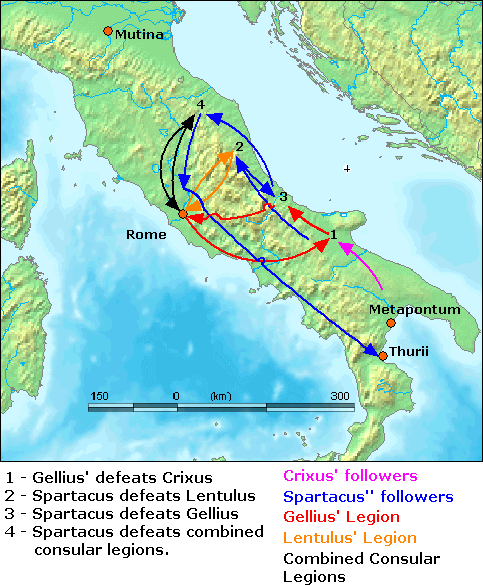
A Rota de Espártaco

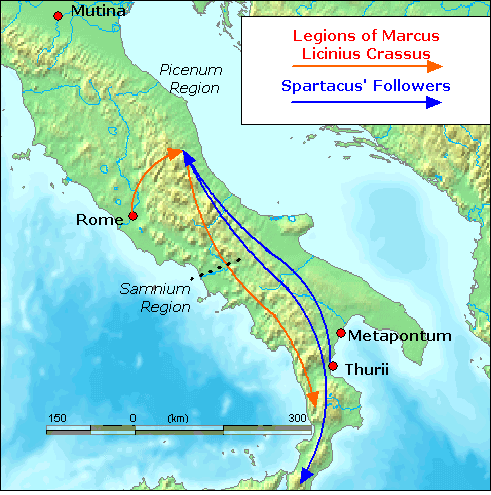
A perseguição de Crasso a Espártaco

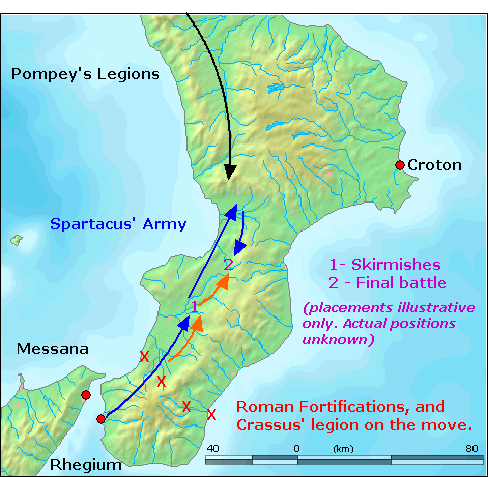
A batalha final

Castigando assim seus soldados, Crasso lançou-os diretamente contra Espártaco, que recuou sempre e tanto que, pela região dos  lucanianos, chegou à costa, encontrando alguns navios de corsários cilícios no estreito de Messina. Isto animou-o a ir à Sicília e a enviar para lá dois mil homens para sublevar escravos de lá. Mas Crasso tomou medidas para o impedir de enviar homens para a Sicília para amotinar os escravos da ilha. Razão por que, lançando-se inesperadamente longe da praia, ele foi assentar seu acampamento na península dos régios, onde Crasso foi encontrá-lo. Vendo que a natureza do lugar mostrava-lhe como devia agir, decidiu cercar de muralhas o istmo da península, dando assim ocupação aos seus homens e impedindo que os inimigos recebessem víveres. Trabalho demorado e difícil, que ele executou em bem pouco tempo, contra a opinião de todo o mundo, e fez abrir uma trincheira através da península, de quinze léguas de comprimento, quinze pés de largura e quinze pés de profundidade. Sobre a trincheira fez construir uma muralha muito alta e forte, da qual Espártaco a princípio zombou. Quando, porém, sua pilhagem começou a falhar, e se viu na impossibilidade de obter víveres em toda a península, devido àquela muralha, numa noite bastante áspera, de neve espessa e vento impetuoso, ele mandou encher de terra, pedras e galhos de árvores um trecho não muito extenso da trincheira, por onde fez passar um terço do seu exército.
A princípio, Crasso receou que Espártaco tomasse a resolução de seguir para Roma. Logo, porém, tranquilizou-se, pois soube haver sério desentendimento, entre eles, e que uma grande tropa, amotinada contra Espártaco, separara-se dele e fora acampar junto a um lago da Lucânia, cuja água de tempos a tempos torna-se doce, e a seguir tão salgada que não pode ser bebida. Tendo-os atacado, Crasso expulsou-os dali, mas não conseguiu matar grande número, nem afastá-los para muito longe, porque Espártaco apareceu de repente com seu exército, e fez cessar a perseguição.
Crasso, que havia escrito ao senado ser necessário chamar Lúculo da Trácia e Pompeu da Hispânia, arrependido de havê-lo feito, esforçava-se o mais possível de dar fim a esta guerra antes que eles chegassem, por saber que atribuiriam toda a glória da sua conclusão ao recém-chegado que lhe fosse em auxílio, e não a ele. Por isso ele resolveu primeiramente atacar os que se haviam revoltado e entrincheirado à parte, às ordens dos capitães Caio Canício e Casto. Para tal, fez seguir seis mil soldados de infantaria para assenhorear-se de uma eminência, ordenando-lhes que tudo fizessem para não serem vistos nem descobertos pelos inimigos, o que eles procuraram realizar o melhor possível, cobrindo seus morriões e elmos. Não obstante, eles foram percebidos por duas mulheres que às escondidas faziam sacrifícios em favor dos inimigos, e estiveram em risco de ficar todos perdidos. Crasso, porém, socorreu-os a tempo, dando aos inimigos o combate mais áspero de quantos se realizaram naquela guerra. Na luta, pereceram doze mil e trezentos homens, lutando valorosamente frente a frente.
Depois desta derrota, Espártaco retirou-se para as montanhas de Petélia, perseguido e escaramuçado sem trégua, pela retaguarda, por Quinto, um dos tenentes de Crasso, e seu tesoureiro Escroía. No fim do dia, porém, tudo mudou de repente, e Espártaco derrotou os romanos, sendo o tesoureiro gravemente ferido e salvo a custo. Esta vantagem obtida sobre os romanos deu origem à ruína final de Espártaco, porque seus guerreiros, quase todos escravos fugitivos, encheram-se de tamanho orgulho e audácia que não quiseram deixar de combater, nem obedeceram mais seu comandante. Pelo contrário, como se achavam a caminho, cercaram-nos e disseram-lhes que, quisessem ou não, era preciso que voltassem depressa e os conduzissem pela Lucânia contra os romanos, que era o que Crasso pedia, pois sabia que Pompeu se aproximava, e que muitos em Roma discutiam e brigavam por sua causa, dizendo que a vitória final desta guerra lhe era devida, e que logo que ele ali chegasse tudo seria decidido com um único combate.

## O fim de Espártaco

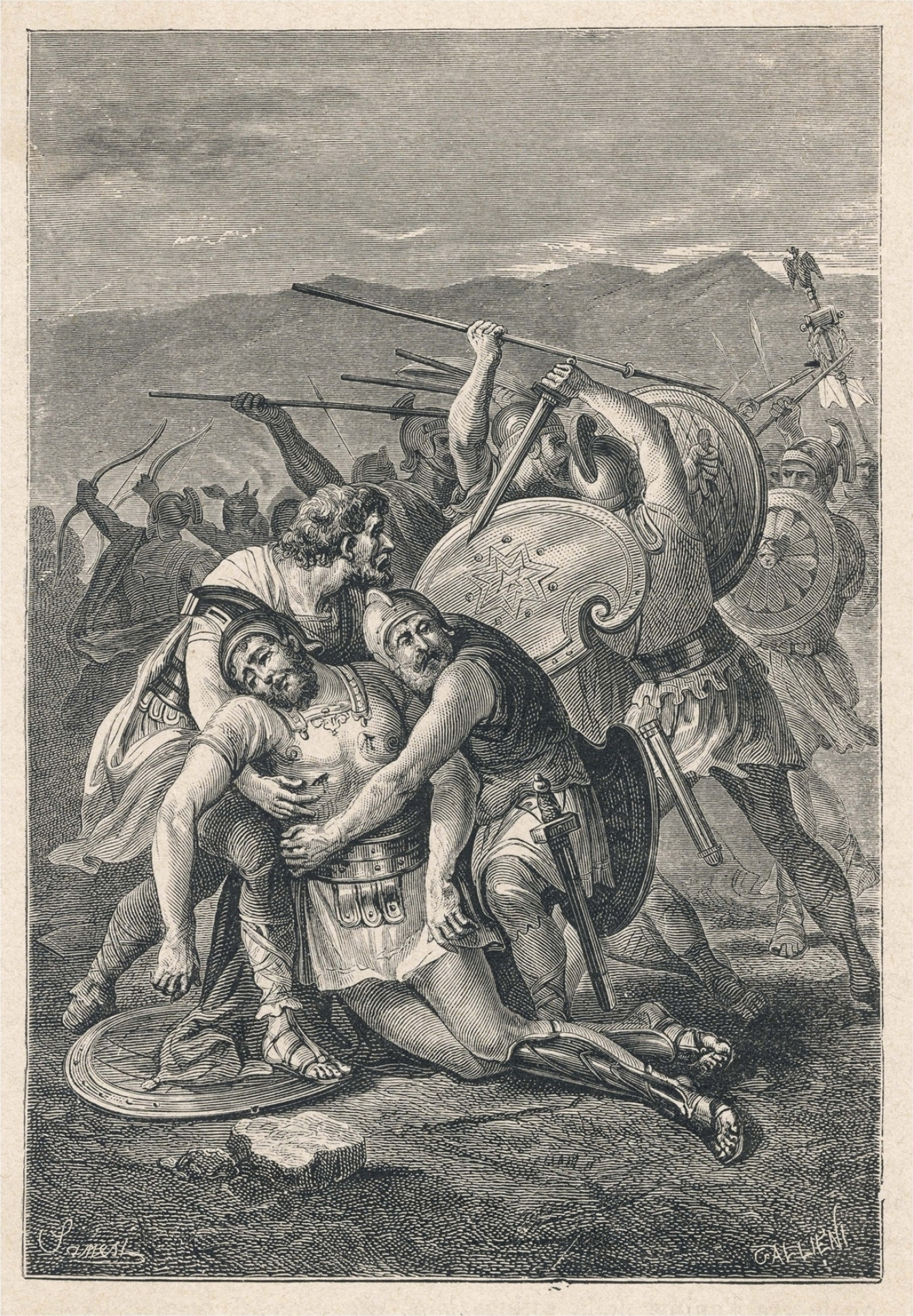
A queda de Espártaco (Nikolo Sanesi).

Por isso, procurando combater, e aproximando-se o mais possível dos inimigos, Crasso mandou um dia abrir uma trincheira, que os fugitivos  procuraram  impedir, carregando  furiosamente sobre os que se ocupavam de tal tarefa. A luta tornou-se violenta. E, como, a todo momento, chegassem reforços de parte  a  parte,  Espártaco  viu-se obrigado a lançar mão de todos os recursos. Sendo-lhe levado o cavalo em que devia combater, ele desembainhou a espada, e, matando-o à vista de todos, disse:
| “ | Se eu for vencido neste combate, ele de nada me servirá. E, se eu for vitorioso, muitos deles, belíssimos e excelentes, terei dos inimigos à minha disposição. | ” |

Isto feito, lançou-se através da pressão dos romanos, procurando aproximar-se de Crasso, sem o conseguir, e matou dois centuriões romanos que o enfrentaram. Por fim todos os que o rodeavam fugiram, e ele permaneceu firme em seu posto, completamente cercado, lutando valentemente, sendo retalhado.
Após a batalha, o corpo de Espártaco nunca foi descoberto. Sem sepultura, assim ficou o seu corpo no campo de batalha. Não sabemos se Crasso se esforçou para descobrir o cadáver do comandante-gladiador ou se, finalmente vencida a guerra, não se preocupou com esse assunto.
Embora Crasso fosse muito feliz e satisfizesse todos os seus deveres de bom comandante e de homem valente, expondo-se a todos os perigos, não pôde impedir que a honra do termo daquela guerra fosse atribuída a Pompeu, porque os que escaparam deste último combate caíram-lhe às mãos e ele aniquilou-os, escrevendo ao senado que Crasso vencera os fugitivos em combate regular, mas ele destruíra todas as raízes desta guerra!
Pompeu teve assim entrada triunfal em Roma, por haver vencido Sertório e reconquistado a Hispânia. A Crasso foi-lhe concedida uma ovação após a sua vitória. Não recebeu um triunfo por ter sido ganha contra escravos, mas o senado permitiu-lhe portar a coroa de loureiro em vez da de mirto, considerando a importância desta vitória.
Crasso puniu os que sobreviveram à sua investida contra Espártaco, mandando crucificar 6000 revoltosos ao longo da Via Ápia  (de Cápua até Roma). Essa punição não se tratou de um capricho do comandante romano, era obrigatória segundo as leis da República. Crasso, que também negociava escravos, certamente que gostaria de os ter podido vender, mas o Direito romano exigia a crucificação dos escravos revoltosos e assim ele apenas fez o que as leis ordenavam.

## Representações na cultura popular

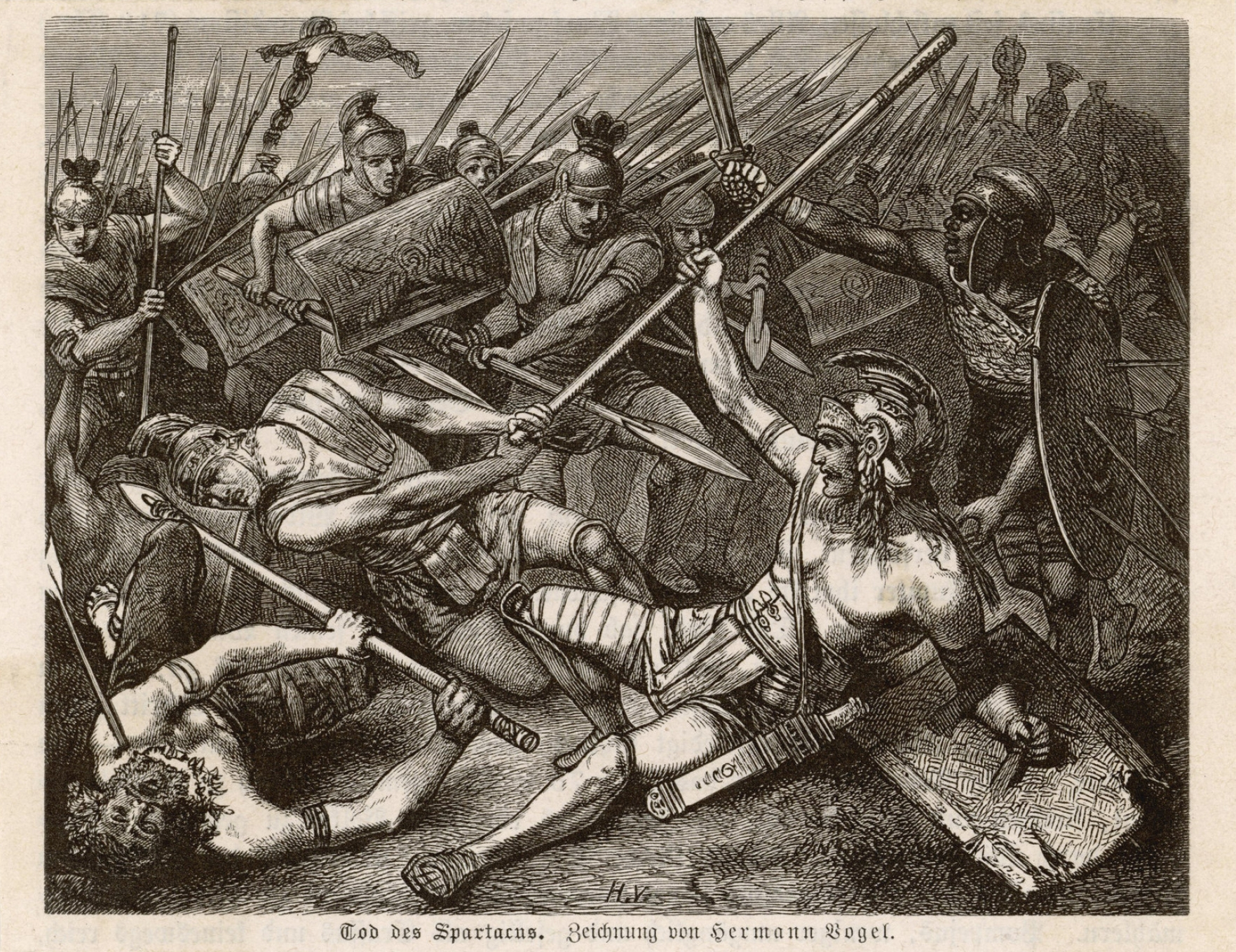
A morte de Espártaco (Hermann Vogel, 1882).

### Literatura
- "Spartacus" (br: "Espártaco"), romance de Howard Fast.

Em seu romance, o marxista americano Howard Fast cria um Espártaco idealizado, herói sem mácula que luta, de modo desigual, contra a cruel ordem estabelecida no mundo romano. Em seus trechos finais, o romance deriva para uma disputa pessoal entre Crasso e o gladiador pela posse de Varínia, a heroína fictícia criada por Fast.
- "The gladiators" (br:"Espártaco"), romance de Arthur Koestler.

Arthur Koestler, o ex-comunista húngaro decepcionado com os rumos da Revolução Soviética, faz de Espártaco uma referência universal para as contradições político-sociais da luta dos oprimidos contra seus opressores. Embora ficção, sua obra busca pintar um quadro realista do mundo romano, naquela época turva que precedeu o fim da República.

### Cinema e televisão
- Spartaco, filme italiano de 1952
- Spartacus, filme estadunidense de 1960, dirigido por Stanley Kubrick e com Kirk Douglas no papel principal.
- Spartacus e gli invincibili dieci gladiatori, outro filme italiano de 1964
- Spartacus, versão para a TV de 2004, estrelada por Goran Višnjić (o Dr. Luka Kovač de E.R.)
- Spartacus: Blood and Sand/ Primeira Temporada, seriado norte-americano para a TV, no ano de 2010, distribuído pela Starz! Network estrelada por Andy Whitfield.
- Spartacus: Gods of the Arena, seriado norte-americano para a TV, no ano de 2011, distribuído pela Starz! Network estrelada por Dustin Clare.
- Spartacus: Vengeance/ Segunda Temporada, seriado norte-americano para a TV, no ano de 2012, distribuído pela Starz! Network estrelada por Liam McIntyre.
- Spartacus: War of the Damned/ Terceira Temporada, seriado norte-americano para a TV, no ano de 2013, distribuído pela Starz! Network estrelada por Liam McIntyre.

### Música
- Spartacus, um ballet (1950-54) com música de Aram Khachaturian
- Spartacus, um álbum conceitual lançado pela banda alemã Triumvirat em 1975.
- Espartaco, Gladiador Rei (Santuário), lançado no album SP Metal II pelo selo Baratos Afins em 1985.